# Шведски соларни систем
Шведски соларни систем је највећи трајни модел Сунчевог система на свету. Сунце представља Авичи Арена (Глобен) у Стокхолму, друга највећа хемисферна зграда на свету. Унутрашње планете се такође могу наћи у Стокхолму, али се спољне планете налазе на северу у другим градовима дуж Балтичког мора. Систем су покренули Нилс Бренинг, професор на Краљевском институту за технологију у Стокхолму, и Јеста Гам, професор на Универзитету у Стокхолму. Модел представља Сунчев систем у размери 1:20 милиона.

## Систем
Тела представљена у овом моделу укључују Сунце, планете (и неке од њихових природних сателита), патуљасте планете и многе врсте малих тела (комете, астероиде, транс-нептунске објекте, итд.), као и неке апстрактне концепте (као што је Завршни шок хелиосфере). Због постојања многих малих тела у стварном Сунчевом систему, модел се увек може додатно повећати.
Сунце представља Авичи Арена (Глобен),у Стокхолму, која је друга највећа хемисферна зграда на свету, 110 м у пречнику. Да би се поштовала скала, арена представља Сунце укључујући његову корону.

### Унутрашње планете
- Меркур (25 цм у пречнику) налази се у Музеју града Стокхолма, 2.900 м од Глобена. Малу металну сферу направио је уметник Петер Вархели.
- Венера (62 цм у пречнику) налази се у Vetenskapens Hus код КТХ (Краљевски институт за технологију), 5.500 м од Глобена. Претходни модел, који је направио уметник из Сједињених Држава Данијел Оберти, инаугурисан је 8. јуна 2004. током транзита Венере и постављен у КТХ. Пао је и разбио се око 11. јуна 2011. Због грађевинских радова на локацији претходног модела Венере  уклоњен је и од октобра 2012. године не може се видети. Тренутни модел који се сада налази у Vetenskapens Hus-у се раније налазио у Музеју опсерваторије у Стокхолму (сада затворен).
- Земља (65 цм у пречнику) налази се у Шведском музеју природне историје (Космонова), 7.600 м од Глобена. Сателитски снимци Земље изложени су поред Глобена. Дезаљан модел Месеца (18 цм  у пречнику) изложен је у другом делу музеја.
- Марс (35 цм у пречнику) налази се у Мерби центрум, тржном центру и метро станици Стокхолма у Дандериду, предграђу Стокхолма, 11,6 км од Глобена. Модел, који је од бакра направио фински уметник Хеики Хапанен, повезан је „пупчаном врпцом“ са челичном плочом на поду са сликом Земље.[4] На глобусу се налазе и ознаке које представљају неке типичне марсовске хемијске елементе.

### Гасовити џинови
- Јупитер (7,3 м у пречнику) се налази унутар хотела Кларион који се налази на аеродрому Арланда у Стокхолму у општини Сигтуна, 40 км од Глобена. Раније је представљен као цветни украс, са различитим цветовима који представљају различите зоне џиновске гасовите планете. Данас је планета приказана као прстенасто светло изнад предворја.[5]
- Сатурн (6,1 м у пречнику) налази се испред старе опсерваторије Андерса Целзијуса, на такозваном Целзијусовом тргу, у центру Упсале, 73 км од Глобена. Инаугурисан током Међународне године астрономије,[6] модел је простирка са сликом Сатурна, али ће на крају нарасти и крунисати школски планетаријум у граду. Поред тога, неколико школа у Упсали треба да обезбеде сателите Сатурна: први завршен је био Енкелад (пречник 2,5 цм) у Кварнгордес школи.[7]
- Уран (2,6 м у пречнику) је вандализован и нови модел је реконструисан иза Stora magasinet у Левстабруку 2012. године. То је модел на отвореном направљен од плавих челичних шипки. Оса ротације планете је означена црвеном бојом.[8]

- Нептун (2.5 м у пречнику) налази се поред реке Седерхамнсон у Седерхамну, приморском граду са традицијом риболова и једрења (који се односи на Нептуна као божанства мора). Постављен на 229 км са Глобена, модел је направљен од акрила и ноћу сија плавим светлом.

### Транс-нептунски објекти и патуљасте планете
- Плутон (12 цм у пречнику) и његов највећи сателит Харон смештени су близу јужног дела Делен језера, у Делсбоу, 300 км од Глобена. Сматра се да су језера настала ударом метеорита пре око 90 милиона година. Скулптуре два тела носе два стуба налик гробу (пошто је Плутон божанство подземља - смрти), састављене од деленита, ретког минерала који је настао на том месту ударом метеорита.
- Хаумеа (8,5 цм у пречнику) и њени сателити приказани су у 2047 Научном центру, Борленге, 200 км од Глобена.
- Кваоар (6 цм у пречнику) налази се у библиотеци у Гиславеду, 340 км од Глобена.
- Иксион (6,5 цм у пречнику), кандидат за патуљасту планету, налази се у научном центру у Хернесанду, 360 км од Глобена. Скулптура је кугла коју држи рука. Овај транс-нептунски објекат је открио тим који је укључивао научнике из Упсале.
- Макемаке (7 цм у пречнику) се налази у Slottsskogsobservatoriet, опсерваторији у Гетеборгу, 400 км  од Глобена.
- Оумуамуа (0,3 мм у пречнику) се налази у селу Пленинге, Халанд, 440 км од Глобена.
- Гонггонг (7,5 цм у пречнику) се налази у близини опсерваторије Тихо Брахе у Оксију, Малме, 500 км од Глобена.
- Ерида (13 цм у пречнику) налази се у Umestans Företagspark, Умео, 518 км од Глобена. Направљен од стране Терезе Берг, златни модел је инспирисан митском причом о Ериди која је изазвала свађу између три грчке богиње са златном јабуком на којој је натпис καλλιστη („најлепшој“).
- Седна (10 цм у пречнику), још један кандидат за патуљасту планету, налази се у научном центру у Лулеу, 734 км од Глобена.

### Друга тела
- Објекат 433 Ерос, астероид који се налази близу Земље налази се у Морби школи у општини Дандерид (где се налази Марс), 11 км од Глобена. Настао је као пројекат за Дан заљубљених у злату, по узору на Ероса, бога љубави. Димензије су 2×0.7×0,7 mm.
- Астероид 36614 Салтис налази се у Салтсјобадену, у школи у близини Стокхолмске опсерваторије. Астероид је открио А. Брандекер 2000. године помоћу телескопа у опсерваторији, а тело је добило име по локацији опсерваторије, Салтсјобаден.
- Астероид 4 Веста се налази у Ова гимназији, јавној средњој школи у Тебију.
- Астероид Паломар-Лајден (0,2 мм у пречнику) налази се у парку у Алсикеу, општина Книвста, 60 км од Глобена. То није скулптура већ тачка на мапи Система, постављена испред монументалних космичких скулптура Ерика Стола.
- Халејева комета се налази у Балтазар научном центру, у Шевдеу. Инаугурисана је 16. децембра 2009, а заправо постоје четири модела комете: три постављена на отвореном, заснована на цртежима ученика, плус један у затвореном, који се састоји од ласера који пролази кроз стаклени блок.
- Комета Свифт-Татл налази се у Креативуму, научном центру у Карлсхамну. Орбита комете је најближа Глобену у унутрашњости Стокхолма, а најудаљенија у Карлсхамну, 390 км далеко.
- Завршни шок је на ивици хелиосфере: то је граница на којој соларни ветар прелази на подзвучну брзину. Ниједна га скулптура тренутно не представља, али основа за будућу скулптуру постоји на Институту за свемирску физику, 950 км од Глобена, у Кируни, изнад Арктичког круга.

## Галерија
- Авичи арена - Глобен представља Сунце.
- Венера у Стокхолму
- Земља у Стокхолму
- Марс у Стокхолму
- Уран у Левстабруку
- Астероид Веста у Тебију
- Основа за скулптуру Завршног шока испред Института за свемирску физику (Шведска) у Кируни.